# Ruta del Sol 2008
De Ruta del Sol 2008, ook bekend onder de naam Vuelta a Andalucia, werd gehouden van 17 februari tot en met 21 februari in Andalusië. Het was de 54ste editie van deze meerdaagse etappekoers in het zuiden van Spanje. Aan het vertrek stonden 91 renners, van wie 72 coureurs de eindstreep in Córdoba haalden. Na vijf etappes won de Spanjaard Pablo Lastras van de ploeg Caisse d'Épargne het eindklassement.

## Etappe-overzicht
| etappe | datum       | start              | finish   | afstand  | winnaar             | klassementsleider   |
| ------ | ----------- | ------------------ | -------- | -------- | ------------------- | ------------------- |
| 1e     | 17 februari | Benahavís          | Álora    | 123,4 km | José Antonio López  | José Antonio López  |
| 2e     | 18 februari | Torrox             | La Zubia | 176,2 km | Cadel Evans         | Clément Lhotellerie |
| 3e     | 19 februari | Villa de Otura     | Jaén     | 174,5 km | Alessandro Petacchi | Pablo Lastras       |
| 4e     | 20 februari | La Guardia de Jaén | écija    | 173,5 km | Alessandro Petacchi | Pablo Lastras       |
| 5e     | 21 februari | Antequera          | Córdoba  | 155,2 km | Alessandro Petacchi | Pablo Lastras       |